# Scytalopus
Scytalopus – rodzaj ptaków z podrodziny krytonosków (Scytalopodinae) w rodzinie krytonosowatych (Rhinocryptidae).

## Zasięg występowania
Rodzaj obejmuje gatunki występujące w Ameryce Południowej i Centralnej.

## Morfologia
Długość ciała 9–14 cm; masa ciała 10–43 g.

## Systematyka

### Etymologia
- Scytalopus: gr. σκυταλη skutalē lub σκυταλον skutalon „kij, pałka”; πους pous, ποδος podos „stopa”[6].
- Agathopus: gr. αγαθος agathos „dobry”; πους pous, ποδος podos „stopa”[7]. Gatunek typowy: Agathopus micropterus P.L. Sclater, 1858.

### Podział systematyczny
Do rodzaju należą następujące gatunki:

- Scytalopus fuscus Cabanis, 1883 – krytonosek chilijski
- Scytalopus magellanicus (J.F. Gmelin, 1789) – krytonosek magellański
- Scytalopus canus Chapman, 1915 – krytonosek siwy
- Scytalopus opacus J.T. Zimmer, 1941 – krytonosek buszowy
- Scytalopus androstictus Krabbe & Cadena, 2010 – krytonosek smolisty
- Scytalopus affinis J.T. Zimmer, 1939 – krytonosek blady
- Scytalopus krabbei Schulenberg, Lane, Spencer, Angulo & Cadena, 2020 – krytonosek białoskrzydły
- Scytalopus superciliaris Cabanis, 1883 – krytonosek białobrewy
- Scytalopus simonsi C. Chubb, 1917 – krytonosek punański
- Scytalopus zimmeri J. Bond & Meyer de Schauensee, 1940 – krytonosek boliwijski
- Scytalopus urubambae J.T. Zimmer, 1939 – krytonosek inkaski
- Scytalopus schulenbergi Whitney, 1994 – krytonosek diademowy
- Scytalopus whitneyi Krabbe, Fjeldså, Hosner, Robbins & Andersen, 2020 – krytonosek jasnobrewy
- Scytalopus altirostris J.T. Zimmer, 1939 – krytonosek stokowy
- Scytalopus frankeae K.V. Rosenberg, Davis, Rosenberg, Hosner, Robbins, Valqui & Lane, 2020 – krytonosek kostrzewowy
- Scytalopus iraiensis Bornschein, Reinert & Pichorim, 1998 – krytonosek turzycowy
- Scytalopus petrophilus Whitney, Vasconcelos, Silveira & Pacheco, 2010 – krytonosek skalny
- Scytalopus pachecoi Maurício, 2005 – krytonosek myszaty
- Scytalopus diamantinensis Bornschein, Maurício, Belmonte-Lopes, Mata & Bonatto, 2007 – krytonosek paprociowy
- Scytalopus novacapitalis Sick, 1958 – krytonosek brazylijski
- Scytalopus gonzagai Maurício, Belmonte-Lopes, Pacheco, Silveira, Whitney & Bornschein, 2014 – krytonosek popielaty
- Scytalopus speluncae (Ménétriés, 1835) – krytonosek śniady
- Scytalopus parvirostris J.T. Zimmer, 1939 – krytonosek śpiewny
- Scytalopus bolivianus J.A. Allen, 1889 – krytonosek białogłowy
- Scytalopus sanctaemartae Chapman, 1915 – krytonosek ubogi
- Scytalopus atratus Hellmayr, 1922 – krytonosek ciemny
- Scytalopus rodriguezi Krabbe, Salaman, Cortés, Quevedo, Ortega & Cadena, 2005 – krytonosek szarogłowy
- Scytalopus stilesi Cuervo, Cadena, Krabbe & Renjifo, 2005 – krytonosek kolumbijski
- Scytalopus robbinsi Krabbe & Schulenberg, 1997 – krytonosek ekwadorski
- Scytalopus alvarezlopezi Stiles, Laverde-R. & Cadena, 2017 – krytonosek czarny
- Scytalopus vicinior J.T. Zimmer, 1939 – krytonosek ponury
- Scytalopus argentifrons Ridgway, 1891 – krytonosek srebrnoczelny
- Scytalopus panamensis Chapman, 1915 – krytonosek panamski
- Scytalopus chocoensis Krabbe & Schulenberg, 1997 – krytonosek okopcony
- Scytalopus micropterus (P.L. Sclater, 1858) – krytonosek długosterny
- Scytalopus femoralis (von Tschudi, 1844) – krytonosek rdzaworzytny
- Scytalopus intermedius J.T. Zimmer, 1939 – krytonosek zaroślowy
- Scytalopus macropus von Berlepsch & Stolzmann, 1896 – krytonosek duży
- Scytalopus gettyae Hosner, Robbins, Valqui & Peterson, 2013 – krytonosek krzykliwy
- Scytalopus latrans Hellmayr, 1924 – krytonosek czarniawy
- Scytalopus unicolor Salvin, 1895 – krytonosek jednobarwny
- Scytalopus acutirostris (von Tschudi, 1844) – krytonosek peruwiański
- Scytalopus meridanus Hellmayr, 1922 – krytonosek samotny
- Scytalopus caracae Hellmayr, 1922 – krytonosek wenezuelski
- Scytalopus latebricola Bangs, 1899 – krytonosek brunatny
- Scytalopus perijanus Avendaño, Cuervo, López-O., Gutiérrez-Pinto, Cortés-Diago & Cadena, 2015 – krytonosek brązowokarkowy
- Scytalopus griseicollis (Lafresnaye, 1840) – krytonosek szarawy
- Scytalopus spillmanni Stresemann, 1937 – krytonosek bambusowy
- Scytalopus parkeri Krabbe & Schulenberg, 1997 – krytonosek długoskrzydły